# Округ Брансвик (Северна Каролина)
Округ Брансвик (енгл. Brunswick County) је округ у америчкој савезној држави Северна Каролина.

## Демографија
По попису из 2010. године број становника је 107.431, што је 34.288 (46,9%) становника више него 2000. године.
| Група             | 2000.          | 2010.          |
| Белци             | 59.354 (81,1%) | 86.818 (80,8%) |
| Афроамериканци    | 10.516 (14,4%) | 12.291 (11,4%) |
| Азијати           | 198 (0,3%)     | 579 (0,5%)     |
| Хиспаноамериканци | 1.960 (2,7%)   | 5.549 (5,2%)   |
| Укупно            | 73.143         | 107.431        |